# バークレイズ・アフリカ・グループ
バークレイズ・アフリカ・グループ（Barclays Africa Group）は、南アフリカ共和国の企業連合。南アフリカで最大の金融機関である。2005年、イギリスの金融機関であるバークレイズがアブサの56.7%の株式を取得し、グループ全体が傘下に収まった。バークレイズによる買収は外国企業による買収としては最大規模であり、中央銀行である南アフリカ準備銀行は懸念を表明した。「ABSA」の名称は、"Amalgamated Banks of South Africa"（南アフリカの合併した銀行）の略称である。

## 歴史
1991年、南アフリカの金融機関であるユナイテッド、アライド、ヴォルクスカスの3銀行が合流して発足し、翌1992年にはバンクオープを傘下に収めた。当初は合流前の各銀行名で業務を行っていたが、1998年までに統一ブランドを作成することを表明した。1年早く1997年にグループ名を「ABSA」に統一した。